# شهادة عضوية

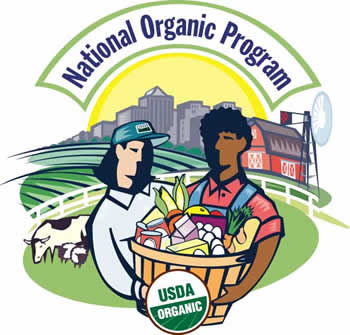
البرنامج الوطني العضوي (الذي تديره وزارة الزراعة الأمريكية) هو المسؤول عن وضع العلامات على الأطعمة العضوية. من أجل أن يُوْصَف الطعام بـ "عضوي"، يجب أن يتوافق مع المعايير العضوية لوزارة الزراعة الأمريكية.

الشهادة العضوية عبارة عن شهادة عملية اعتماد (التصديق على) منتجي (مزارع) الغذاء العضوي وباقي المنتجات الزراعية العضوية. بشكل عام يمكن اعتماد أي نشاط تجاري متعلق بإنتاج الغذاء بما في ذلك من موردي البذور والمُزارعين ومُعدي الأغذية وتجار التجزئة والمطاعم. تُعد شهادة المنسوجات العضوية (الملابس العضوية) هي أقل الشهادات شهرة وتشمل شهادة منتجات المنسوجات المصنوعة من الألياف العضوية.
تختلف المتطلبات من بلد إلى آخر (قائمة البلدان التي بها قانون أو قواعد للـزراعة العضوية) وتتضمن بشكل عام مجموعة من معايير الإنتاج الخاصة بالنمو والتخزين والمعالجة والتعبئة والشحن التي تشمل:
* تجنُب استخدام المُدخلات الكيميائية الاصطناعية (مثل: الأسمدة والمُبيدات والمُضادات الحيوية والإضافات الغذائية) والإشعاع واستخدام طين مروي بمياه الصرف الصحي.
* تجنُب استخدام بذور النباتات المُعدلة وراثيًا.
* استخدام الأراضي الزراعية الخالية من المُدخلات الكيميائية المحظورة مُنذ أعوام عديدة (في الغالب ثلاثة أعوام أو أكثر).
* الالتزام بمُتطلبات محددة لأعلاف الماشية ومكان تربيتها.
الاحتفاظ بتفاصيل سجلات الإنتاج الخطية والمبيعات (سجل المراجعة).
* الحفاظ على الفصل المادي الصارم للمنتجات العضوية بعيدا عن المنتجات غير المعتمدة.
* اجتياز الفحص الدوري في الموقع.
* تُشرف (تراقب) الحكومة في بعض البلدان على الشهادات المُعتمدة، كما أن الاستخدام التجاري لمصطلح «عضوي» محظور قانونًا.كما يخضع المنتجون العضويون المعتمدون لنفس اللوائح الزراعية وسلامة الأغذية وغيرها من اللوائح الحكومية التي تنطبق على المنتجين غير المعتمدين.
* إن الأغذية العضوية المعتمدة ليست بالضرورة أن تكون خالية من المبيدات الحشرية، حيث أن بعض المبيدات مسموح بها.